# Dawit Isaak
Dawit Isaak (Eritrea, 27 oktober 1964) is een Zweeds-Eritrees toneelschrijver, auteur en journalist. Anno 2010 zit hij sinds 2001 zonder veroordeling in een Eritrese gevangenis.

## Levensloop
In 1987 kwam Isaak als vluchteling naar Zweden en verkreeg in 1992 de Zweedse nationaliteit. Toen in 1996 zijn geboorteland na de Eritrese Onafhankelijkheidsoorlog onafhankelijk werd, keerde hij terug. Hij nam zich voor zich in te zetten voor de persvrijheid in het land en richtte met Fesshaye Yohannes het nieuwsblad Setit op. Setit groeide uit tot een nationaal nieuwsblad met onderzoeksjournalistiek en berichtgeving over het machtsmisbruik van de regering.
In mei 2001 publiceerde een groep van 15 kabinetsleden, later de G15 genoemd, een open brief aan de regering waarin ze democratische hervormingen eisten en een grondig onderzoek naar de gebeurtenissen die hadden geleid tot de terugkerende oorlog met Ethiopië. De brief werd gepubliceerd in de vrije pers, waarbij de publicatie in Setit in het oog sprong omdat ze gepaard ging met een serie vergelijkbare brieven aan president Isaias Afewerki.
De regering sloeg snel terug en had in september alle burgerlijke vrijheden drastisch ingeperkt. Van de G15-politici waren er elf opgepakt, evenals Isaak en dertien andere kranteigenaren, redacteuren en journalisten. Yohannes overleed in de cel. Tot op heden (stand 2010) heeft geen van hen een officiële aanklacht tegen zich uit horen spreken. Een andere opgepakte journalist was bijvoorbeeld Seyoum Tsehaye.
De vier grootste Zweedse dagbladen Dagens Nyheter, Svenska Dagbladet, Aftonbladet en Expressen voeren sinds maart 2009 een campagne om de vrijlating van Isaak, onder de naam Free Dawit.
Tijdens een interview met de Zweedse televisie op 25 mei 2009 liet president Afewerki weten Isaak niet te gaan berechten, noch vrij te laten, en voegde daaraan toe We know how to handle his kind (We weten hoe we zijn soort moeten aanpakken).

## Onderscheiding
In november 2009 ontving Isaak de Kurt Tucholsky-prijs van de Zweedse PEN-club.
De World Association of Newspapers kende Isaak de Gouden Pen van de Vrijheid 2011 toe. UNESCO kende de Guillermo Cano Internationale Prijs voor Persvrijheid in 2017 aan hem toe.
- Gemeinsame Normdatei: 1077131933
- International Standard Name Identifier: 0000 0000 5214 8921
- Library of Congress Control Number: no98114741
- Nederlandse Thesaurus van Auteursnamen: 190655437
- Virtual International Authority File: 4553908
- WorldCat: E39PBJrGwMRMpWdgw88CyydxXd